# Chrám svatého Alexandra Něvského (Tallinn)
 Chrám svatého Alexandra Něvského v Tallinnu (rusky Собо́р Алекса́ндра Не́вского в Таллине, estonsky Püha Aleksander Nevski katedraal) je pravoslavný katedrální chrám Estonské pravoslavné církve Moskevského patriarchátu. Chrám ruského architekta Michaila Timofejeviče Preobraženského byl vybudován na konci 19. století v tradičním moskevském slohu. Nachází se na náměstí před někdejším Gubernátorským palácem (dnes budova estonského parlamentu).

## Historie

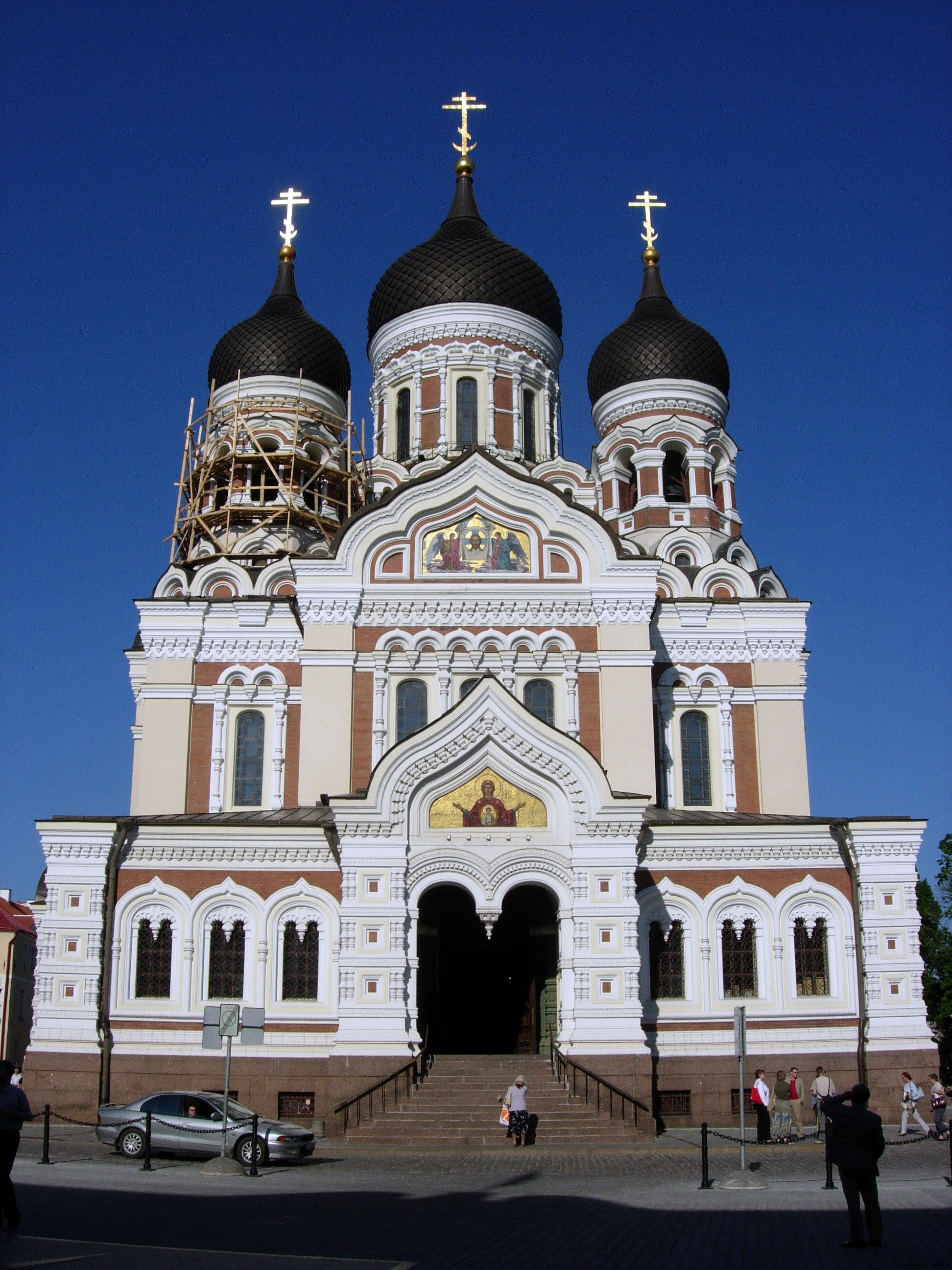
Fasáda Katedrály sv. Alexandra Něvského

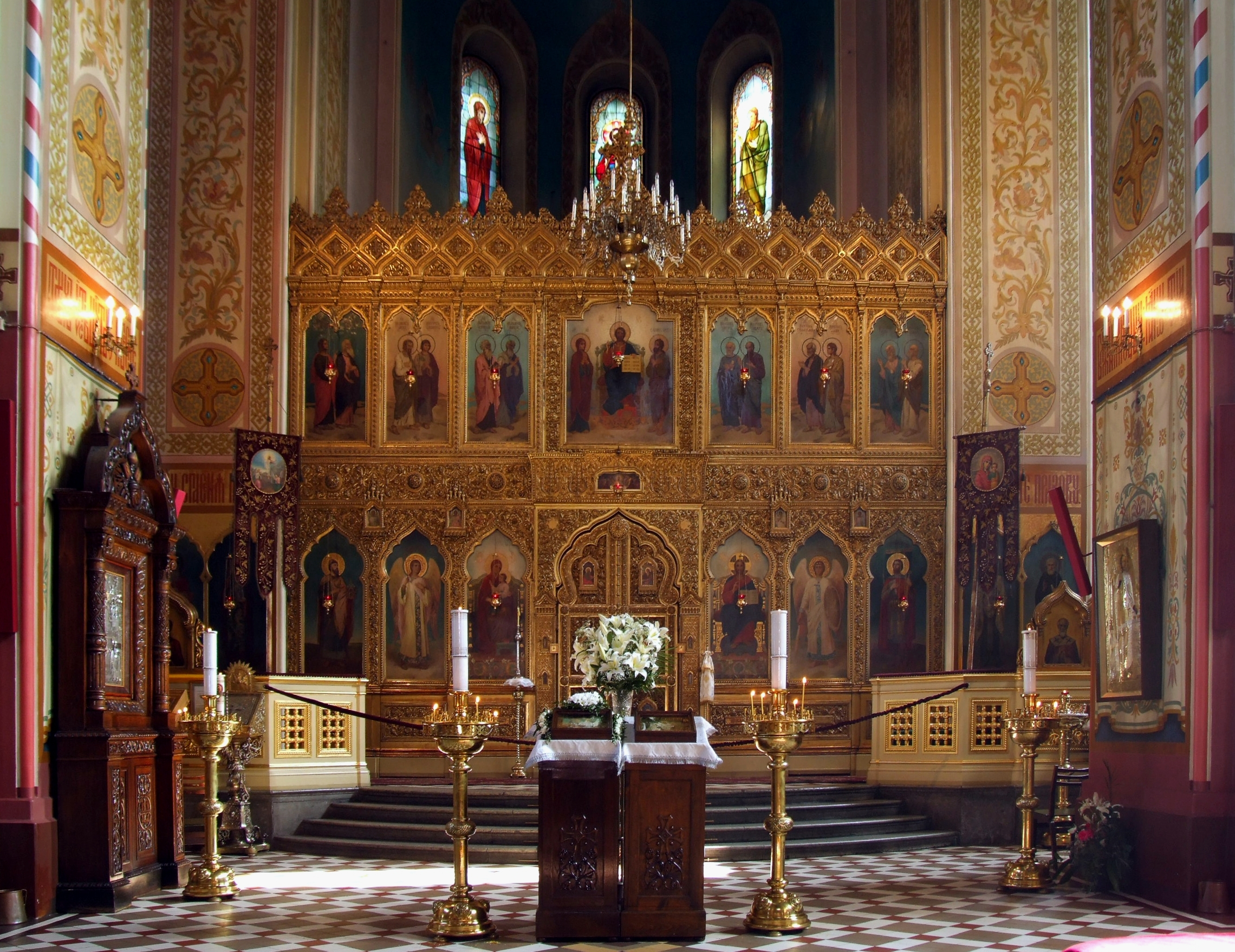
Interiér chrámu

V 19. století se postupně rozšiřovala pravoslavná komunita v dnešní estonské metropoli, proto vznikla potřeba vybudovat větší pravoslavný chrám. 
Chrám byl vybudován na připomenutí záchrany cara Alexandra III. při železničním neštěstí 17. října 1888, které imperátor zázračně a bez následků přežil. Vybíralo se z osmi návrhů stavby. Nakonec byl vybrán projekt v tradičním ruském (moskevském) architektonickém stylu. 
Výstavba nového chrámu byla zahájena položením základního kamene 20. srpna 1895 a byl slavnostně vysvěcen 30. dubna 1900 biskupem z Rigy a Jelgavy. 
Zdobí ho pět pozlacených hlav a mozaiky. Chrám byl zasvěcen sv. Alexandrovi Něvskému, který byl symbolem obránce ruského pravoslaví před náporem ze Západu. Alexandr Něvský představuje pro Rusy a pravoslavné věřící hrdinu, vojevůdce, ale i světce, který se stal před svou smrtí mnichem. 
Po roce 1918 byla existence chrámu nejistá, neboť se stal trnem v oku Estonců, kteří vyhlásili samostatnost a pravoslavný chrám považovali za symbol ruské nadvlády. Jen díky úsilí představitelů světového pravoslaví[zdroj?] byl chrám zachráněn. V roce 1924 přešel pod jurisdikci Estonské pravoslavné církve, která byla podřízena přímo pravoslavnému patriarchovi v Konstantinopoli. Během německé okupace Estonska v letech 1941 až 1944 byl chrám nacistickými úřady uzavřen.

### Současnost
Po roce 1945 byl znovu otevřen a sloužil pravoslavným věřícím. I v 60. letech se objevily úvahy o jeho zbourání. Velké úsilí o záchranu chrámu vyvinul tehdejší tallinnský biskup Alexej (Ridiger), příští patriarcha Alexej II. Nyní slouží jako důstojný svatostánek pro pravoslavné věřící v Estonsku a i jako muzeum pro tisíce turistů.